# Rimini Rimini - Un anno dopo
Rimini Rimini - Un anno dopo è un film del 1988, diretto da Bruno Corbucci e, solo per l'ultimo episodio, da Giorgio Capitani. È il sequel di Rimini Rimini del 1987.

## Trama

### Il nipote del vescovo
Paolo Polverosi è un signore tutto casa e chiesa che ha anche uno zio alto prelato, il quale gli chiede di condurre una trasmissione radiofonica a sfondo religioso. Essendo Paolo parente di un uomo importante nonché un membro dell'Azione Cattolica, il direttore di Radio Rimini Max Vermiglio non gli rifiuta il favore, ma negli studi dell'emittente Polverosi è attratto dalle belle ragazze della radio e in particolare da una che lo invita a fare la doccia insieme a lei.

### La legge del taglione
Nicola Moschetti è il responsabile culturale di Radio Bari, in vacanza a Rimini insieme alla domestica Carmela e alla moglie Immacolata. In spiaggia Nicola incontra un suo vecchio compagno di scuola, Corrado Lenzini soprannominato "Pisciasotto", che lo convince a cercarsi un'avventura estiva; il pugliese riesce a sedurre Francesca ma viene scoperto da Terry, il corpulento marito di lei, che si vorrebbe vendicare andando a letto con la moglie di Nicola. L'uomo all'inizio fa resistenza ma poi, sotto minaccia, accetta: rientrati a casa, Terry aspetta in macchina mentre Nicola entra dentro lo stabile, si apparta con la moglie e discutono di questa faccenda. La donna, dopo aver sentito le richieste del marito, è furibonda e non accetta ma alla domestica viene in mente un'idea, ovvero di scambiare i ruoli. Nicola è entusiasta del piano e, dopo aver fatto entrare Terry in casa, recita la sua parte ed esce di casa. Alla fine della storia avrà un'amara sorpresa: appena uscito di casa Terry gli rivelerà che ha avuto rispetto nei suoi confronti ed, a tal proposito, di essere andato a letto con la cameriera, senza sapere che quella era la moglie di Nicola.

### La scelta
Il playboy di mezza età Luciano Ambrosi sta attraversando un periodo di appannamento sessuale. Il suo amico Achilli, un medico, gli fa credere per scherzo che la causa sia da ricondurre all'alimentazione sregolata, per cui gli ordina una dieta ferrea. Luciano è innamorato di Flaminia, che una sera gli offre una cena luculliana e finge di accettare la sua corte, per poter ridere poi alle sue spalle insieme ai suoi amici: Luciano però si prende la rivincita.

### Senza titolo
Inge è una severa governante tedesca che non permette alla giovane ragazza che ha in affidamento, Giulia, di uscire la sera. La ragazza allora decide di vendicarsi: chiama Radio Rimini e, fingendo di essere Inge, dichiara di essere una splendida trentenne in cerca di avventure. Tre balordi motociclisti romani si presentano da Inge e la violentano, consentendo così a Giulia di andare in discoteca. Quando la ragazza torna a casa, trova una tata più libera e senza più tabù.

### Vuò cumprà?
L'avido strozzino Teseo Formigoni gestisce un gruppo di venditori ambulanti africani in spiaggia: il più abile di tutti è Alì, il quale però è innamorato della moglie di Teseo. La donna, che non riceve denaro dal marito, accetta il corteggiamento di Alì in cambio di 10 milioni che l'uomo ottiene proprio dal marito cornuto grazie a uno stratagemma. Alla fine la donna scopre che Alì non è affatto un extracomunitario, ma un romano che si finge straniero per guadagnare di più.

## Accoglienza

### Critica
Le recensioni del film furono unanimemente negative: Francesco Mininni scrisse sul Magazine italiano tv: "Chissà perché tutte queste scemenze devono accadere proprio a Rimini; fossimo riminesi, eleveremmo formale protesta. Invece, possiamo soltanto fare finta che questo film non esista. È già qualcosa", mentre Laura e Morando Morandini su Telesette definirono la pellicola "Esempio di cinema italiano commerciale al suo livello più basso. Ancora più superficiale, fatuo e squallido del primo capitolo senza sprazzi di intelligenza e di brio. Non ha avuto nemmeno un po' di successo".
Non migliori furono i commenti delle riviste specializzate: su Segnalazioni cinematografiche venne scritto: "Questo film è il massimo della grossolanità, della futilità nella sceneggiatura e della ripetitività e scontatezza delle gag comiche. L'interpretazione è penosa, intollerabile e risibile nonostante la presenza di pur validi attori", mentre un critico di Segnocinema giudicò il film: "Più vuoto e squallido del precedente capitolo e questa volta dall'inizio alla fine. Se Rimini Rimini aveva incontrato il successo del pubblico, questo "prolungamento" è invece passato nell'indifferenza generale. Giustizia è fatta."

## Prequel
Nel 1987 venne distribuito il prequel Rimini Rimini.